# Can Ferran (Arenys de Mar)
Can Ferran és una casa a la vila d'Arenys de Mar (el Maresme) inclosa en l'Inventari del Patrimoni Arquitectònic de Catalunya. És una casa de cos de tres plantes, de composició simètrica. A la planta baixa hi ha una porta i una finestra, amb un sòcol molt remarcat. Hi ha dues obertures unides per un balcó al primer pis i dos balconets al segon. Unes cornises emmarquen cada planta i les llindes de les obertures estan ornamentades amb uns guardapols lleugerament arquejats. Hi ha una típica ondulació a la cornisa de coronament que recull la data de construcció (1904). Té motius florals a parets i reixes com a decoració. Tot plegat, conforma la façana de característiques més clarament modernistes de la població. Té diverses rajoles que representen una Mare de Déu (Nostra Senyora del Sagrat Cor). Situada a un carrer de cases entre mitgeres, carrer Ample, és una de les vies més antigues de la població.